# Saut
Pour les articles homonymes, voir Saut (suicide).
Pour les articles ayant des titres homophones, voir sceau, seau, Sceaux et sot.

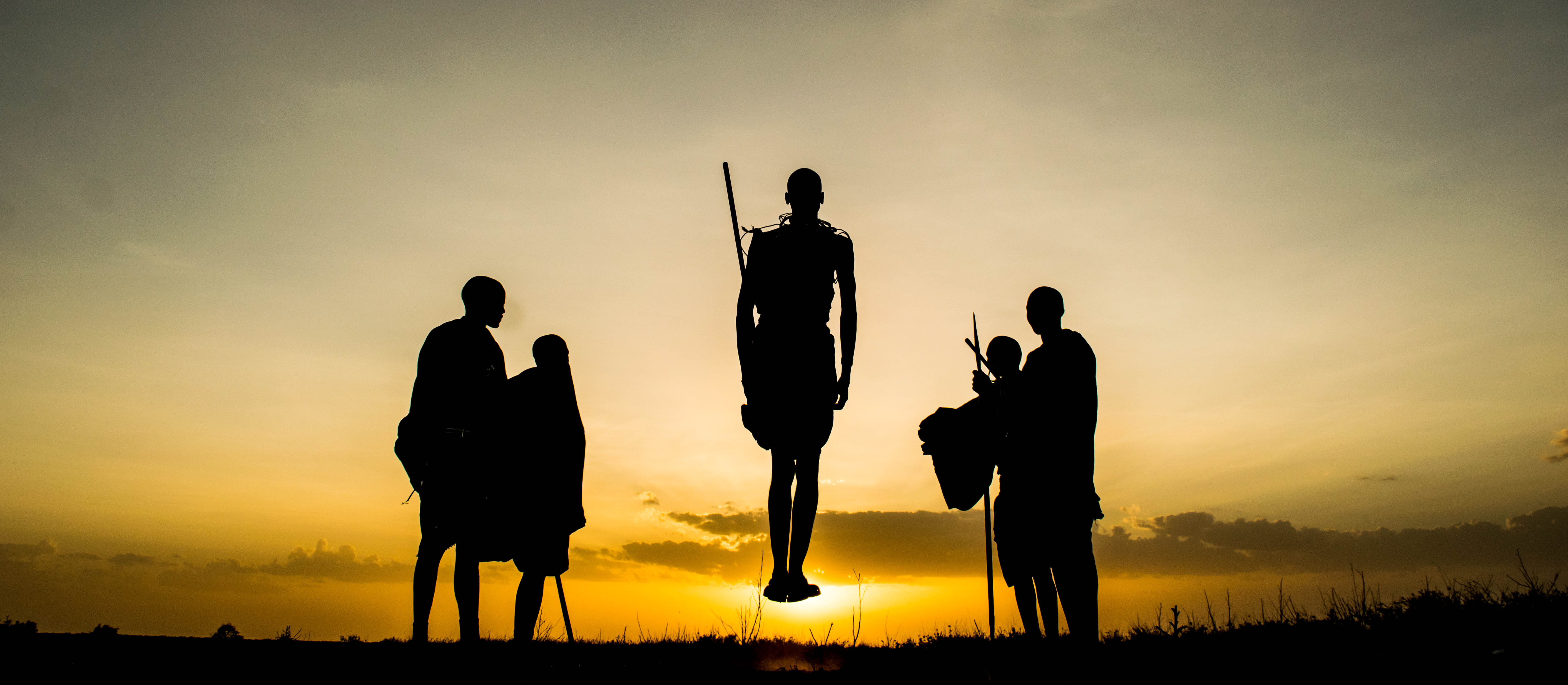
Adumu, la danse de saut traditionnelle chez les Maasaï du Kenya.

Le saut est un mode de déplacement que peuvent pratiquer les humains et certains animaux consistant à se propulser dans l'air en exerçant une poussée sur le sol (ou sur tout autre support), souvent en enchaînant une contraction suivie d'une extension rapide d'un ou plusieurs membres. Par association, le terme désigne aussi les activités sportives qui reposent sur ce mode de déplacement.

## Sport

Cheval et son cavalier sautant au-dessus d'un obstacle

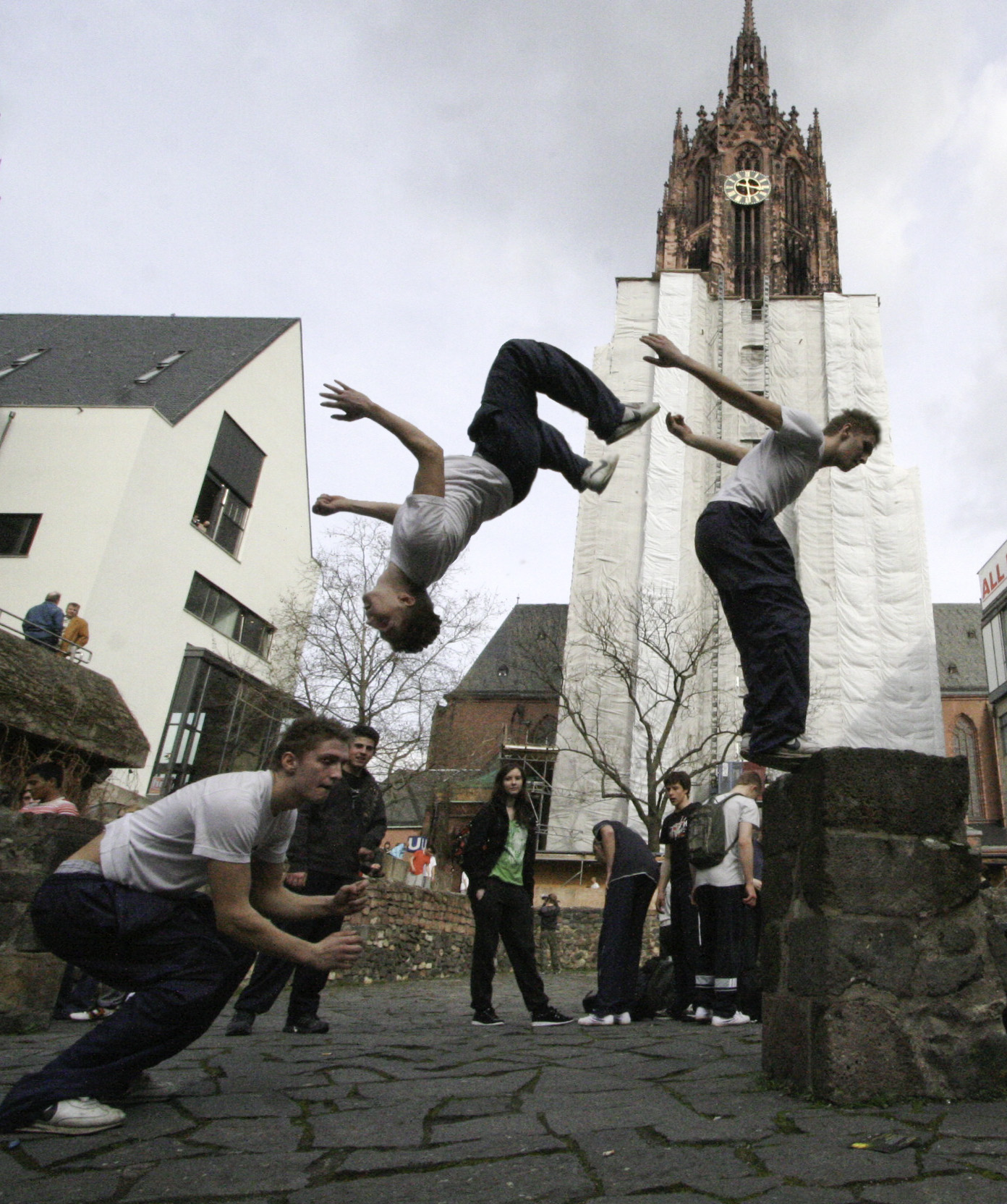
Saut périlleux arrière

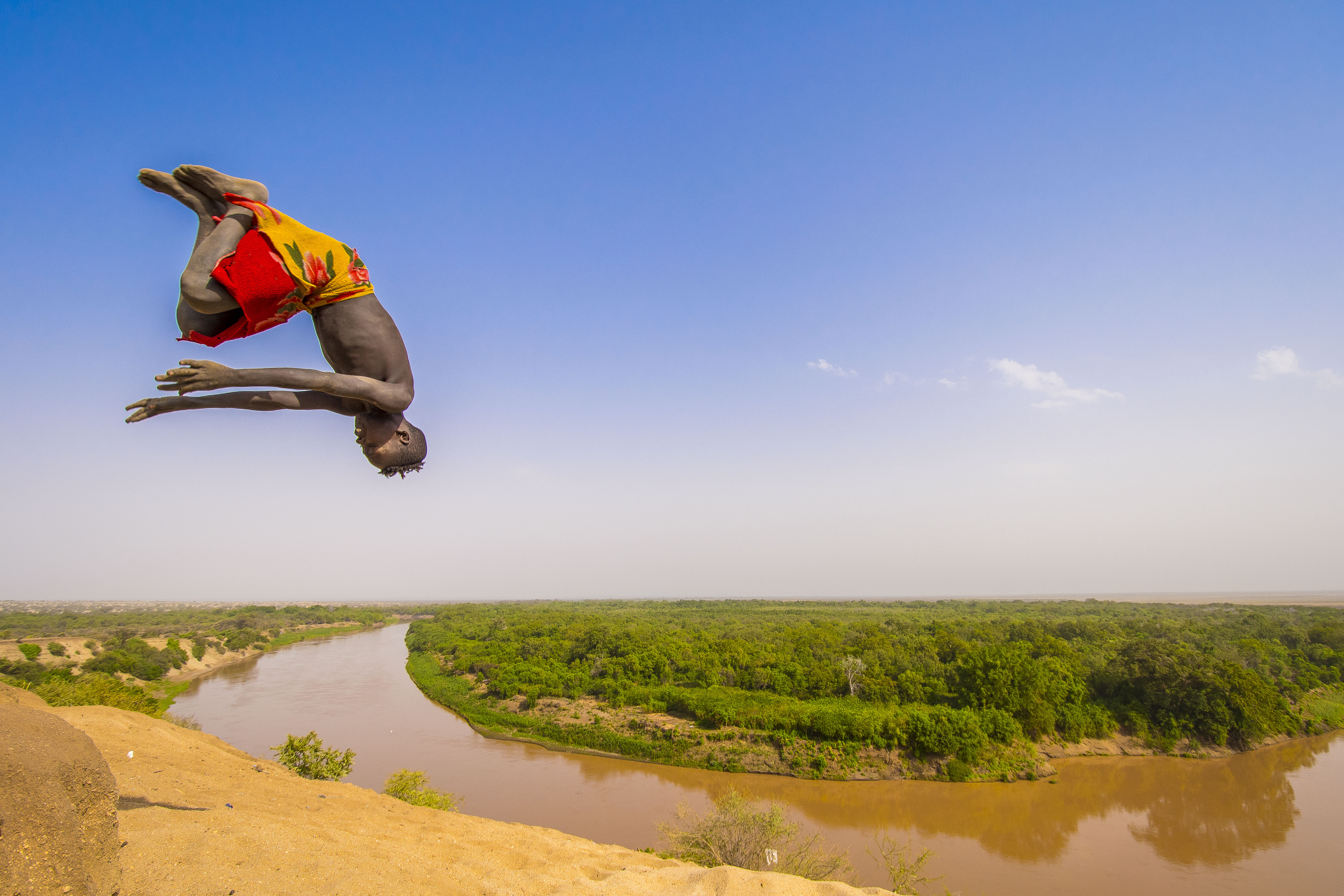
Saut périlleux arrière au-dessus de l'Omo (Éthiopie).

Le saut est pratiqué grâce à une impulsion au sol sur un pied (athlétisme, patinage) ou deux pieds (trampoline, natation). Il existe avec ou sans élan, sans matériel ou avec matériel (saut à la perche, saut en parachute, trampoline), par-dessus un obstacle (barre, rocher, cheval) ou depuis un support (poutre, avion, tremplin). La réception est libre (saut à la perche) ou notée (saut à ski). Le saut peut être esthétique (gymnastique) ou mesuré (saut en longueur). C'est une simple détente en extension (tir au basket-ball) ou un ensemble complexe de mouvements : torsion, flexion, rotation, ciseau (gymnastique, saut à la perche). Il peut être effectué de façon unique (plongeon) ou en enchaînement (triple saut, patinage, danse). Les sauts sont notés et répertoriés en figures (parfois dites tricks): axel, salto, saut périlleux, saut vrillé dont certaines portent le nom de leur créateur (skate, gymnastique). 
En athlétisme, il existe différentes disciplines dont l'objet est de faire faire des sauts aux participants :
- le saut en longueur et le triple saut
- le saut en hauteur
- le saut à la perche
- les courses d'obstacles qui sont des courses avec foulées aménagées plus que des sauts

On retrouve également différents sauts sous différentes formes dans d'autres sports :
- sans matériel de propulsion
  - gymnastique rythmique
  - patinage artistique
  - fitness
  - parkour
- depuis un support
  - trampoline
  - gymnastique artistique (le saut de cheval)

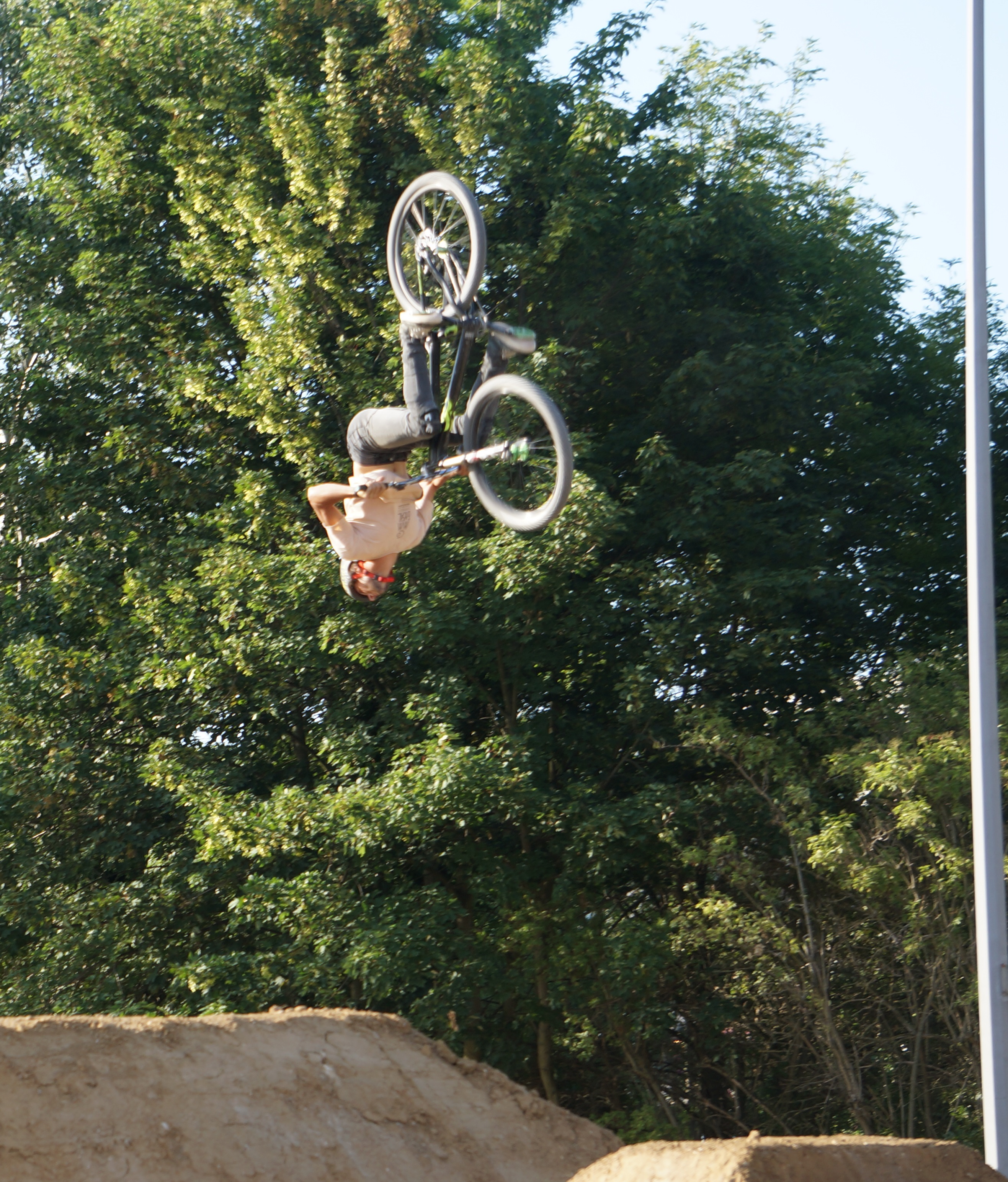
Avec un vélo BMX.

  - natation, voir plongeon
  - saut à ski
  - parachutisme
  - base jump
  - saut à l'élastique
  - parkour

- avec un véhicule non-motorisé
  - skateboard
  - roller
  - surf
  - snowboard
  - ski freestyle
  - BMX freestyle

### Autres sports
- En équitation, il existe plusieurs types d'épreuves équestres ou hippiques dans lesquelles le cheval doit effectuer des sauts comme le saut d'obstacles ou les courses d'obstacles
- Les chiens de concours pratiquent aussi le saut en compétition : l'Agility
- Dans les sports mécaniques, les véhicules décollent parfois du sol lors des courses de motocross ou le rallye automobile mais plus rares sont les sports mécaniques dont le cœur est l'exécution de sauts, comme c'est le cas pour le freestyle motocross.

### Saut à clochepied
Le saut à cloche pied, ou cloche-pied, consiste à se déplacer par petits bonds en ne faisant usage que d’un seul pied. Le saut à clochepied est notamment utilisé pour jouer à la marelle.

## Hydrologie

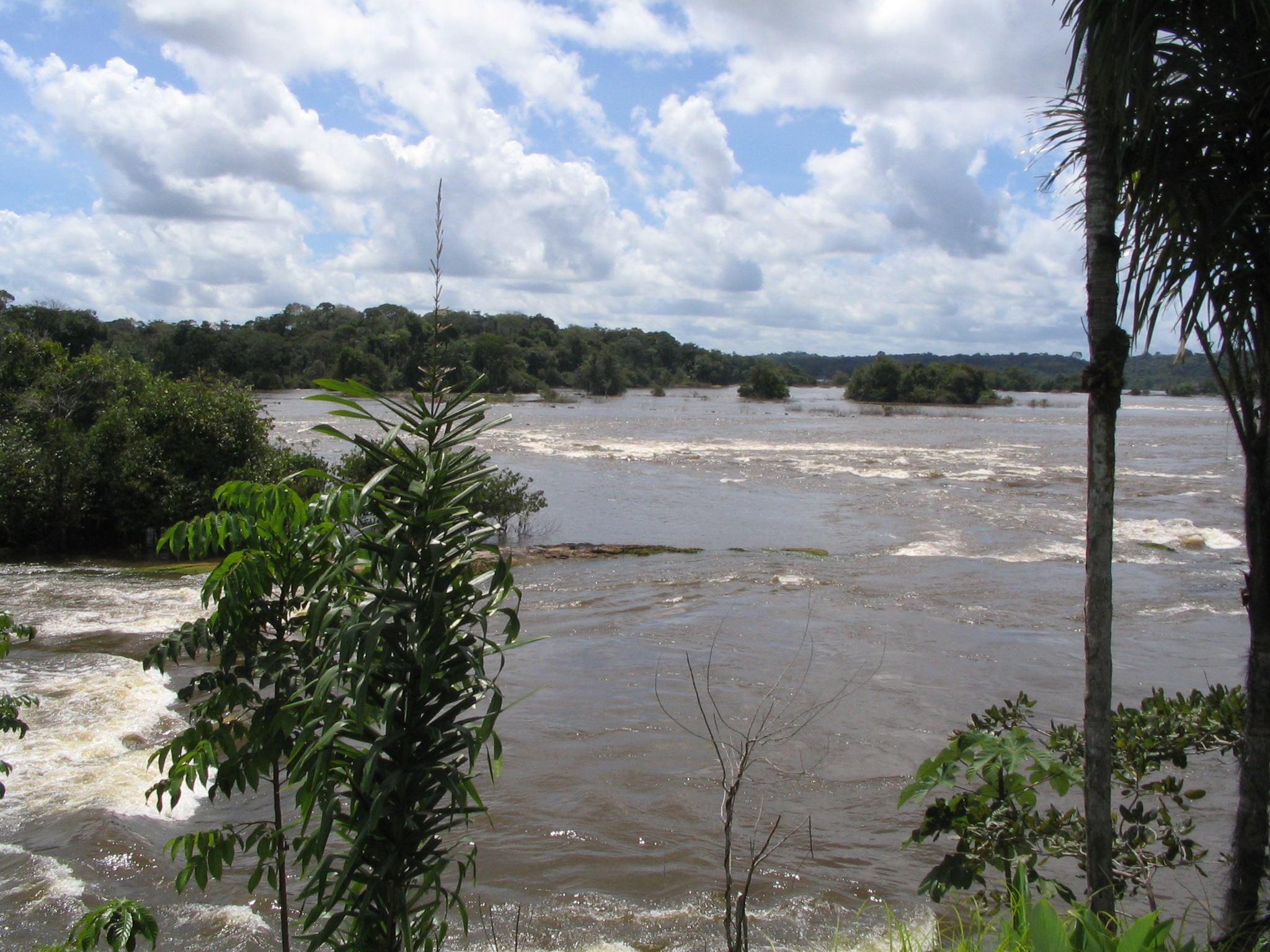
Le Saut Maripa sur l'Oyapock.

Un saut désigne une rupture de pente convexe, un dénivelé rocheux le long d'un cours d'eau ou une cascade. 
Ainsi, le saut du Doubs désigne la chute de cette rivière à la frontière franco-suisse.
En Guyane on trouve notamment le Saut-Maripa, Petit-Saut, Trois-Sauts...
Au Québec on peut encore citer le Sault à la Puce, grand saut de Montmorency, plusieurs "Petit-Saut"...

## Analogies
- On parle de saut pour décrire un phénomène non-continu, qui présente un changement brutal. En particulier, en physique quantique, un saut quantique désigne le fait qu'un électron passe d'un niveau d'énergie à un autre dans un atome, ce qui peut conduire à l'émission de photons.
- En programmation informatique, une instruction de saut comme Goto sert à continuer l'exécution d'un programme à un autre endroit du code source.
- Le saut peut désigner un suicide en sautant depuis une hauteur.
- Le saut forcé a été un moyen pratiqué pour infliger la mort. Durant l’Antiquité, on a précipité des condamnés depuis la roche Tarpéienne située à Rome. Le Saut des Français est un lieu de mémoire situé dans les Alpes-Maritimes.